# Enrique de Olavarría y Ferrari
Enrique de Olavarría y Ferrari (Madrid, 13 de julio de  1844 - Ciudad de México, 1919) fue un escritor, periodista, historiador y profesor español nacionalizado mexicano.

## Trayectoria
Realizó sus estudios en España, donde obtuvo su diploma de bachiller en artes y su título de licenciado en Derecho.  Trabajó para el Banco de España. Se trasladó a México en 1865, durante la época del Segundo Imperio Mexicano.  Contrajo matrimonio con la mexicana Matilde Landázuri. 
Colaboró para la revista literaria El Renacimiento, la cual había sido fundada por Ignacio Manuel Altamirano y Gonzalo A. Esteva.  Fue articulista de los periódicos El Siglo Diez y Nueve, El Constitucional, La Iberia, El Globo, El Correo de México, fundó y colaboró para  La Revista Universal, El Federalista, fue director de la publicación La Niñez Ilustrada. En 1874, después de residir nueve años en México, viajó a Europa, vivió en diversas ciudades. Publicó en España El arte literario en México y Poesías líricas mexicanas. Nuevamente, en 1878, estableció su domicilio en México, donde permaneció hasta su muerte. 
Ejerció la docencia impartiendo clases de literatura en el Consevatorio de Música; geografía, historia universal, historia de México y declamación en la Escuela de Artes y Oficios para Señoritas; y matemáticas en la Escuela Normal Municipal.  Fue administrador del Colegio de las Vizcaínas. En 1895, representó a España en el Congreso Internacional de Americanistas celebrado en la Ciudad de México. Incursionó en la política como diputado federal de 1898 a 1908, durante el Porfiriato. Fue redactor de la mayor parte del tomo IV, "México independiente", de la enciclopedia México a través de los siglos —obra dirigida por Vicente Riva Palacio—, sustituyó a Juan de Dios Arias, quien murió cuando escribía dicho tomo.

## Obras publicadas
- El arte literario en México
- Poesías líricas mexicanas
- Episodios históricos mexicanos, en dieciocho volúmenes.
- Reseña histórica del teatro en México, publicada en El Nacional de 1880 a 1884.
- "México independiente", tomo IV de la enciclopedia México a través de los siglos, los primeros quince capítulos del primer libro fueron escritos por Juan de Dios Arias, quien murió mientras lo escribía. Olivarría y Ferrari concluyó la mayor parte del tomo.
- El Real Colegio de San Ignacio de Loyola, vulgarmente, Colegio de las Vizcainas, en la actualidad, Colegio de la Paz.
- Venganza y remordimiento, novela.
- El tálamo y la harco, novela.
- El jorobado, drama en ocho cuadros y en verso.
- Los misioneros de amor, broma en tres actos y en verso.